# 龍寿長
龍 寿長（りゅう じゅちょう、生没年不詳）とは、江戸時代の浮世絵師。

## 来歴
作画期が宝暦から明和にかけての頃とされる絵師で師系、俗名不詳。ただしその画風は泉守一を中心とする泉派の絵師に共通する特色を持ち、また「松旭堂丹頂斎」と「吉信」の署名がある「遊女活花図」（日本浮世絵博物館所蔵）が画風からこれも寿長の作と見られることにより、泉派の絵師寿香亭吉信あるいは松旭堂吉重のいずれかと同一人物である可能性が高いと指摘されている。なお『原色浮世絵大百科事典』では「寿長」を「としなが」と読んでいる。

## 作品
- 「いせや店先図」　紙本着色　出光美術館所蔵　※「龍壽長画」の落款、朱筆の花押あり
- 「遊女六態図屏風」　六曲一隻　フリーア美術館所蔵　※各図に「壽長筆」の落款と印文不明の2顆の印あり
- 「花魁と禿」　紙本着色